# 梅費爾 (加利福尼亞州弗雷斯諾縣)
梅弗爾（英語：Mayfair）是位於美國加利福尼亞州弗雷斯諾縣的一個人口普查指定地區。

## 地理
梅弗爾的座標為36°46′09″N 119°45′41″W / 36.76917°N 119.76139°W，而該地最高點為海拔高度96米（即315英尺）。

## 人口
根據2010年美國人口普查的數據，梅弗爾的面積為1.341平方千米，當中陸地面積為1.341平方千米，而水域面積為0.000平方千米。當地共有人口4589人，而人口密度為每平方千米3,422人。